# Hsp27
La Hsp27 ou Heat Shock Protein 27 est une petite protéine de stress constituée de 205 acides aminés. Elle est codée par un gène localisé sur le chromosome 7 humain.

## Généralités
Les protéines de stress, ou hsp (heat shock protein) ont été découvertes en 1962 chez la drosophile après un choc thermique. Le chauffage des cellules des glandes salivaires de la drosophile entraîne la formation de nouvelles protéines. Ces dernières ont été identifiées en 1974 comme étant les protéines du choc thermique.
Ces protéines sont classées selon leur poids moléculaire et se situent dans des compartiments cellulaires spécifiques. Présentant un groupe de protéines très conservées au-cours de l'évolution et à travers les espèces, on les retrouve aussi bien chez les eucaryotes que chez les procaryotes et dans presque toutes les cellules.
Plusieurs HSPs vont être exprimées de façon constitutive dans les cellules, alors que d'autres seront induites par des situations de stress pathologiques (infections, inflammations, fièvre, cancer...), physiologiques (cycle cellulaire, différenciation cellulaire...) ou environnementales (choc thermique, antibiotiques, irradiation UV...).
Les protéines de stress agissent comme des protéines chaperonnes. Elles ont la capacité de réparer d'autres protéines ou de les aider dans leur maturation pour leur permettre un repliement tridimensionnel correct. 
Les HSPs ont également un rôle anti-apoptotique.

## Description de la protéine
Hsp27 est une importante petite protéine de stress qu'on retrouve dans presque toutes les cellules et dans les tissus des mammifères. Contrairement aux protéines de stress de haut poids moléculaire, Hsp27 est moins conservée entre les espèces. Toutefois, on retrouve un domaine hautement conservé dans la séquence de toutes les HSPs qui est le domaine α-crystallin. Ce dernier montre une homologie avec les protéines α-crystallines.
La protéine Hsp27 possède un poids moléculaire de 27 kDa, d'où son nom Hsp27. Elle est présente dans les cellules sous forme d'agrégats (200 à 800 kDa) lorsqu'elle est à l'état natif. 
Sa phosphorylation, au niveau de 3 sites sérines, la sérine 15, la sérine 78 et la sérine 82, qui lui permet de former des structures oligomériques, est stimulée dans plusieurs types cellulaires (kératinocytes, fibroblastes, plaquettes...) en réponse à différents agents (ex: le choc thermique, le facteur de nécrose tumorale ou TNF, l'Interleukine-1 alpha, PDGF...). La protéine Hsp27 est aussi phosphorylée par la MPK2 (Mapkap Kinase 2). Cet état de phosphorylation fait que la protéine se présente dans les cellules sous plusieurs isoformes.

## Localisation
Majoritairement, la Hsp27 est exprimée dans les tissus épithéliaux : au niveau de la peau, dans les couches supérieures de l'épiderme, et chez la femme au niveau des organes génitaux.
Plus faiblement, on retrouve la HSP27 au niveau du rein, des muscles lisses et striés, du cœur, et du sang.
La Hsp27 est localisée dans la cellule selon le type de stress, son intensité ainsi que l'état métabolique de la cellule. En absence de stress, HSP27 est localisée dans la zone périnucléaire (cytoplasme et autour du noyau) et en présence d'un stress, la protéine se concentre dans le noyau sous forme d'agrégats de plus de 1000 KDa.

## Rôles biologiques
Lorsque la protéine Hsp27 est sous forme monomérique non phosphorylée, elle va se lier à l'extrémité (+) des filaments d'actine-F pour arrêter la polymérisation. Lors d'un stress, le changement de conformation de la protéine à la suite de sa phosphorylation entraine son détachement de l'actine lui permettant alors sa polymérisation. Cet équilibre entre polymérisation et dépolymérisation entrainera la stabilité du cytosquelette. Grâce à sa phosphorylation, la Hsp27 préserve donc l'intégrité de la cellule et la protège de toute agression.
Une fonction thermoprotectrice est liée à la protéine Hsp27. Le choc thermique peut affecter la morphologie membranaire entrainant un dysfonctionnement de la membrane cellulaire (agrégation des protéines membranaires ou transmembranaires, modification de l'activité des récepteurs ou des protéines de transport, augmentation de la fluidité de la bicouche lipidique...). Ce changement de température va entrainer la synthèse des HSPs dont la HSP27 qui viendra réparer les protéines altérées ou dénaturées.
La Hsp27 possède une activité anti-apoptotique. Elle a une activité inhibitrice sur le cytochrome C (une fois sorti de la mitochondrie) ce qui empêchera la formation de l'apoptosome responsable de l'activation des caspases. La Hsp27 va s'associer à la protéine AKT entrainant son activation, ce qui va induire la survie cellulaire. Également, la Hsp27 phosphorylée va s'associer à DAXX empêchant cette dernière d'induire l'apoptose. 
Associée à d'autres protéines de stress, la Hsp27 va entrainer l'activation du protéasome ce qui renforce la voie NF-kB, donc la survie cellulaire.

## Implications cliniques
Des rôles protecteurs de la protéine Hsp27 ont été notés au niveau des maladies neurodégénératives. On a constaté la présence de cette protéine en quantité plus importante chez les personnes souffrant de ce genre de maladies. La Hsp27 aurait pour but de limiter la formation d'agrégats protéiques au niveau des cellules neuronales.
La protéine aurait également des propriétés protectrices sur l'athérome des vaisseaux. Son taux sanguin est bas en cas d'athérome et elle semble jouer un rôle dans la stabilité de la plaque. Sur un modèle animal, l'ajout de Hsp27 semble protéger contre la formation de l'athérome.
Toutefois, des rôles délétères de la protéine ont été identifiés dans plusieurs types de cancer dont le cancer du sein et le cancer du côlon. Un niveau élevé de l'expression de Hsp27 favoriserait l'agressivité de la tumeur ainsi que la formation de métastases. Cette protéine, qui entraine la survie cellulaire, va augmenter la résistance à l'apoptose des cellules cancéreuses.
Également, lors d'un glioblastome multiforme, la Hsp27 pourrait limiter l'efficacité   de certains médicaments contre le cancer.

## Mutations
5 différentes mutations dans le gène qui code la protéine Hsp27 ont été identifiées en 2004. Ces mutations pourraient causer des neuropathies motrices héréditaires distales (HMN) et une maladie axonale : la maladie de Charcot-Marie-Tooth.